# 普罗旺斯地区艾克斯司法宫
普罗旺斯地区艾克斯司法宫（法语：Palais de justice d'Aix-en-Provence）是法国普罗旺斯地区艾克斯的一座历史建筑，位于市中心的凡尔登广场（Place de Verdun）。

## 历史
1787年，建筑师克洛德·尼古拉·勒杜（Claude-Nicolas Ledoux）受委托建造（或重建）这座建筑。 为新建筑腾出空间，拆除了两百栋房屋。 但是，由于1789年法国大革命发生，建筑停工了。它于1822年恢复建造，由建筑师米歇尔·彭绍德（Michel Penchaud）接手。 1831年该建筑物终于竣工。
建筑物的两侧有两尊约瑟夫·马里乌斯·拉缪斯（Joseph-Marius Ramus）的雕塑作品：左侧是让-艾蒂安-马里·波塔利斯（Jean-Étienne-Marie Portalis）雕像；右侧是西梅翁伯爵 约瑟夫·杰罗姆（Joseph Jérôme, Comte Siméon）雕像。
1979年，该建筑列为法国历史遗迹。
- 左侧的让-艾蒂安-马里·波塔利斯雕像
- 右侧的西梅翁伯爵 约瑟夫·杰罗姆雕像
- 奥诺雷·米拉波雕像